# Blue Screen Life
Blue Screen Life es el segundo álbum lanzado por la banda de rock indie Pinback.

## Listado de canciones
1. "Offline P.K."
2. "Concrete Seconds"
3. "Boo"
4. "Bbtone"
5. "Penelope"
6. "Talby"
7. "X I Y"
8. "Prog"
9. "Your Sickness"
10. "Seville"
11. "West"
12. "Tres"